# Nowiny Malczewskie
Nowiny Malczewskie – osiedle w południowo-wschodniej części Radomia.
Według Systemu Informacji Miejskiej osiedle obejmuje obszar ograniczony ulicą Banacha, granicami działek, ulicą Jastrzębskiego, granicami
działek, granicą miasta i granicami działek. Nowiny Malczewskie graniczą od północy z osiedlem Janiszpol, zaś od zachodu – Malczew.
W rejestrze TERYT Nowiny Malczewskie wydzielone są jako część miasta z identyfikatorem SIMC 0973085.